# Greve selvagem
Greve selvagem é uma greve que é iniciada e/ou levada adiante espontaneamente, pelos trabalhadores, sem a participação ou à revelia do sindicato que representa a classe. Tal movimento já ocorreu no Brasil e nos Estados Unidos, onde 100 mil caminhoneiros fizeram uma paralisação de 30 dias na década de 1970.